# UD Gijón Industrial
UD Gijón Industrial is een Spaanse voetbalclub uit Gijón die uitkomt in de Tercera División. De club werd in 1962 opgericht en speelt haar thuiswedstrijden in het Estadio Santa Cruz.
Real Avilés ·
Avilés Stadium CF ·
Caudal Deportivo ·
UC Ceares ·
CD Colunga ·
Condal CF ·
UD Gijón Industrial ·
SD Lenense ·
L'Entregu CF ·
UD Llanera ·
CD Llanes ·
CD Mosconia ·
SD Navarro CF ·
CD Praviano ·
EI San Martín ·
Club Siero ·
Real Titánico ·
CD Tuilla ·
Urraca CF ·
Valdesoto CF ·
CD Vallobín ·